# Germán Beltrán Juárez
Germán Beltrán Juárez (Alcañiz, Aragón, España, 26 de octubre de 1979) es exfutbolista español que se desempeñaba como delantero y actual entrenador de fútbol.

## Trayectoria
Germán es natural de Alcañiz y sus inicios en la cantina del Real Madrid CF le llevaron a jugar en el Real Madrid Castilla. Tras su paso por la entidad merengue, defendió las camisetas del CF Reus Deportiu, CD Teruel, Barakaldo CF, SD Eibar, Girona Fútbol Club, Zamora Club de Fútbol, Club Deportivo Laudio y colgó las botas en el Club Portugalete en 2017. 
Tras poner punto final a su carrera como jugador el turolense se enroló en el mundo de los banquillos llegando al Barakaldo CF donde ejercería durante tres temporadas como segundo entrenador.
En la temporada 2020-21 comenzaría siendo segundo entrenador de Aitor Larrazabal en el Barakaldo CF de la Segunda División B.
El 28 de diciembre de 2020, tras la destitución, se hace cargo del primer equipo del Barakaldo CF al que dirige durante 3 partidos, hasta la llegada de Jabi Luaces.

## Clubes como jugador
| Club                  | País   | Año       |
| --------------------- | ------ | --------- |
| Real Madrid Castilla  | España | 1999-2001 |
| CF Reus Deportiu      | España | 2001-2002 |
| CD Teruel             | España | 2002-2004 |
| Barakaldo CF          | España | 2004-2008 |
| SD Eibar              | España | 2008-2010 |
| Girona Fútbol Club    | España | 2010      |
| Zamora Club de Fútbol | España | 2010-2011 |
| Club Deportivo Laudio | España | 2011-2014 |
| Club Portugalete      | España | 2014-2017 |

## Clubes como entrenador
| Club         | País   | Año  |
| ------------ | ------ | ---- |
| Barakaldo CF | España | 2021 |